# Hřib červený
Hřib červený (Hortiboletus rubellus (Krombh.) Simonini, Vizzini et Gelardi 2015) je méně běžná teplomilná houba z čeledi hřibovitých. Prosperuje i v lokalitách ovlivněných činností člověka a v důsledku variabilního zbarvení může být snadno zaměněn s několika příbuznými druhy.

## Synonyma
- Boletus rubellus Krombh.[1] 1836
- Boletus versicolor Rostk.[2] 1844

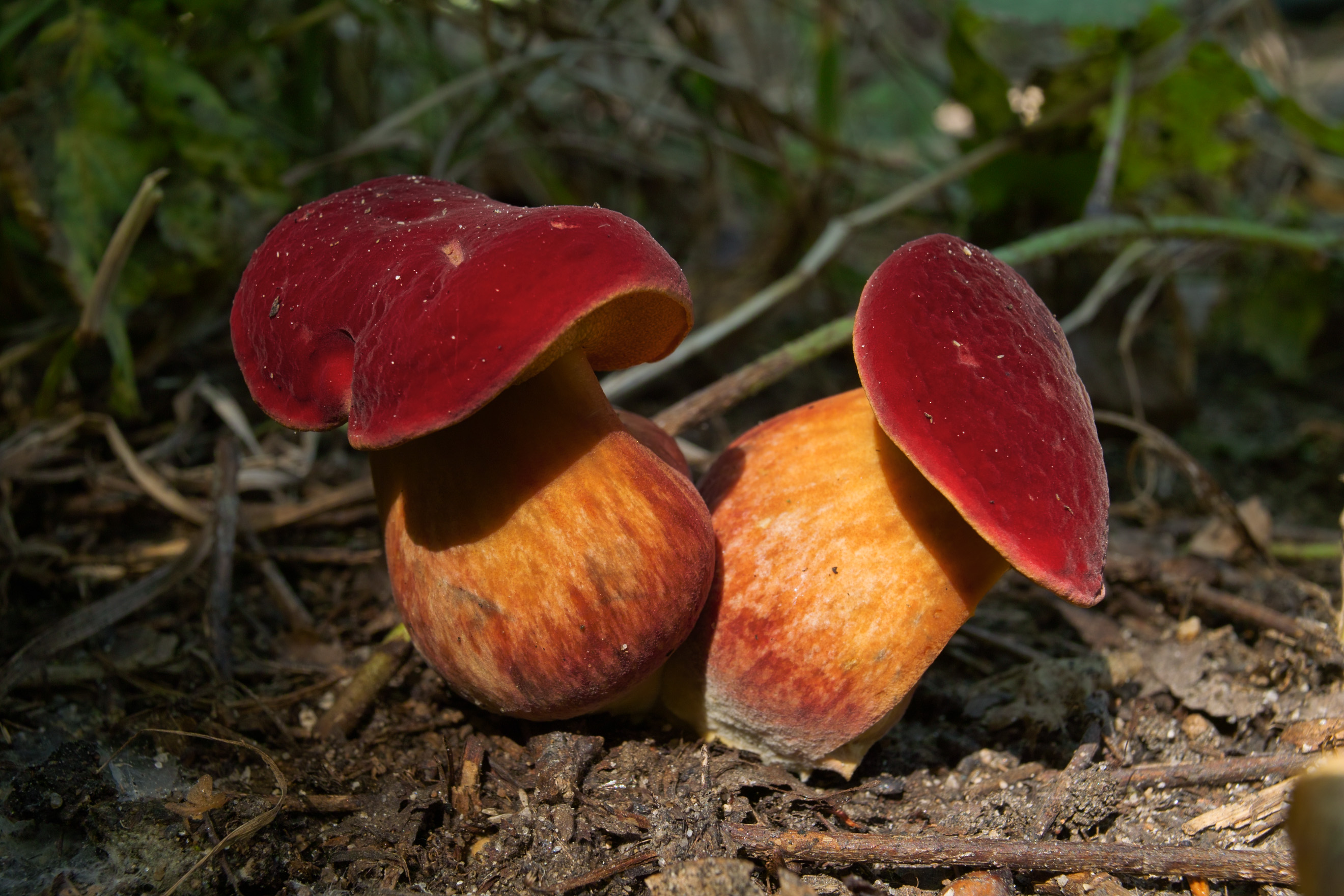
Hřib červený - plodnice se silným „boletoidním“ třeněm se obvykle vyvíjejí jen za výjimečně příznivých podmínek

- Xerocomellus rubellus (Krombh.) Šutara[1] 2008
- Xerocomus rubellus (Krombh.) Quél.[1] 1896
- Xerocomus versicolor (Rostk.) Gilbert[3] 1931

- hřib červený[1]
- hřib různobarevný[3]
- suchohřib červený[1]
- suchohřib pestrý
- poddoubník červený

## Taxonomie
V současnosti je hřib červený klasifikován jako samostatný druh. Dříve byl ale některými mykology považován za poddruh nebo formu hřibu žlutomasého - babky (Xerocomellus chrysenteron).

## Vzhled

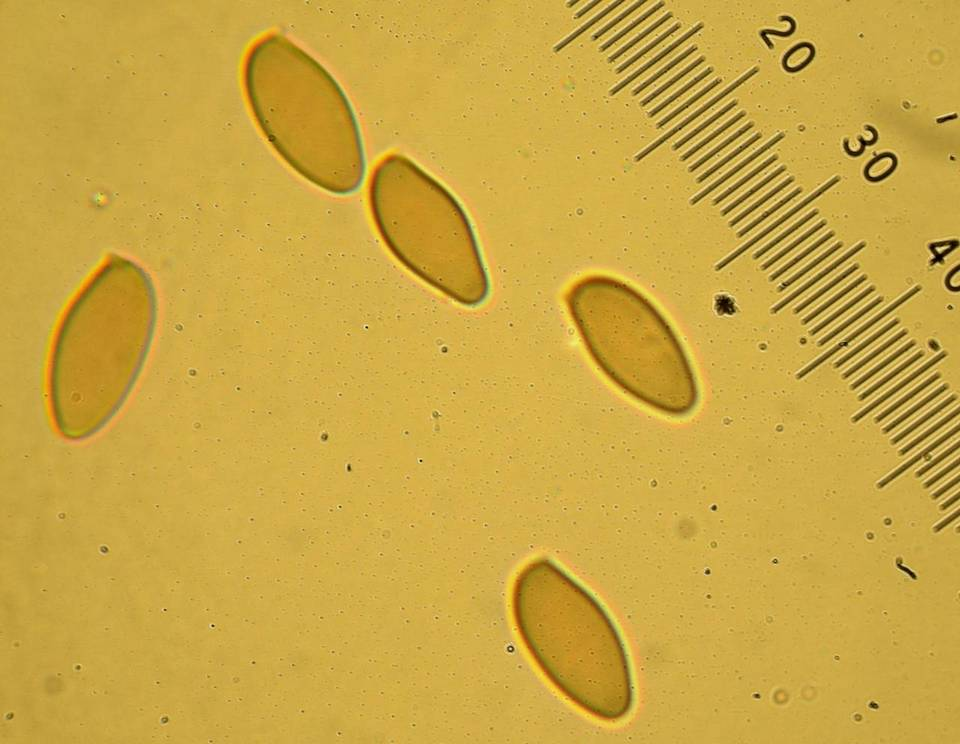
Spory hřibu červeného dosahují délky 9 - 14 μm

### Makroskopický
Klobouk dosahuje 35-65 (až 90) milimetrů. V mládí je sytě, živě až tmavě červený, postupně - především na světlejších stanovištích - bledne až do pleťových odstínů. Povrch má v mládí sametový, později plstnatý až krupičkatý.
Rourky a póry jsou v mládí světle až sytě žluté, později se barví do žlutoolivova.
Třeň může být ve spodní části zesílený, zbarvený bývá načervenale, někdy až červeně, nahoře světleji - do žluta nebo žlutooranžova.
Dužnina poškození modrá až zelená, zejména v případě starších plodnic. Je měkká, nakyslé chuti a snadno hnije. Voní nenápadně. Houba je jedlá, ale kvalitativně na nízké úrovni - srovnatelná se zástupci skupiny babek.

### Mikroskopický
Výtrusný prach je hnědoolivový, medově hnědé spory dosahují 9 - 14 × 5 - 6 μm.

## Výskyt
Hřib červený je v některých krajích vzácný, v jiných hojný. Jde o teplomilný druh, který se vyskytuje v listnatých a smíšených lesích, případně na stanovištích ovlivněných činností člověka, jako jsou návsi, parky a hráze rybníků. Preferuje duby a lípy, fruktifikuje od července do října.

## Rozšíření
Roste v Evropě, Severní Americe (USA) a v Austrálii (Nový Zéland). Z evropských zemí to jsou: Belgie, Česká republika, Dánsko, Chorvatsko, Estonsko, Francie, Gibraltar, Irsko, Itálie, Lucembursko, Maďarsko, Německo, Nizozemí, Norsko, Polsko, Rakousko, Slovensko, Slovinsko, Spojené království, Španělsko a Švédsko.
V rámci chráněných území České republiky je hřib červený známý mimo jiné na následujících lokalitách:
- Hraniční meandry Odry[6] (okres Karviná)
- Luční[7] (okres Tábor)

## Záměna
Plodnice, které nejsou vybarvené sytě červeně, mohou být zaměněny za:
- hřib Engelův (Hortiboletus engelii) - báze třeně se na řezu zbarvuje oranžovočerveně
- hřib mokřadní (Xerocomellus ripariellus) - preferuje výrazně vlhká stanoviště, báze třeně na řezu výrazně modrá
- hřib meruňkový (Rheubarbariboletus armeniacus)
- hřib Markův (Xerocomellus marekii)
- hřib políčkatý (Xerocomellus cisalpinus) - vzácný druh, klobouk bez červeného zbarvení, báze třeně výrazně modrá

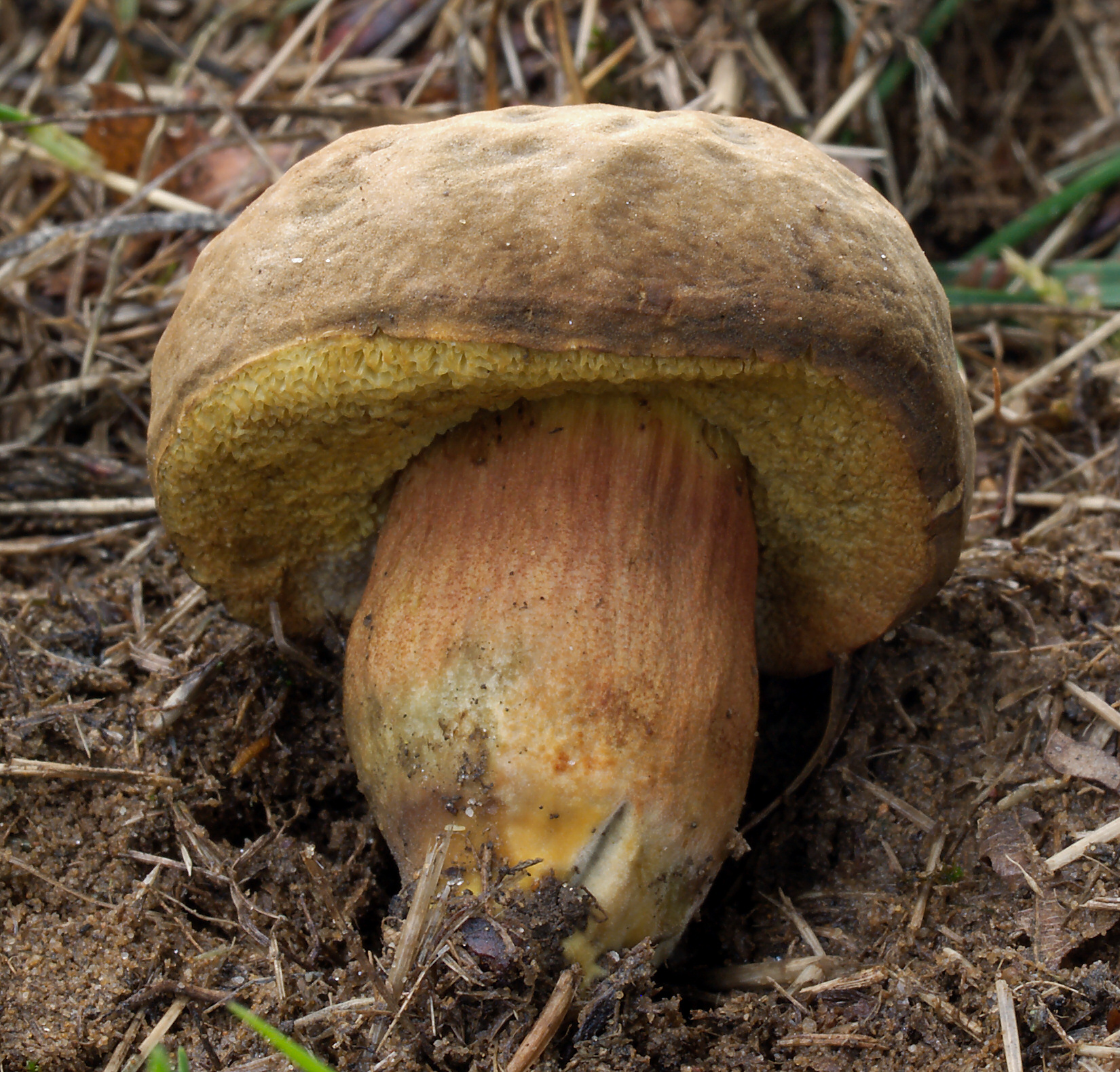
hřib Engelův
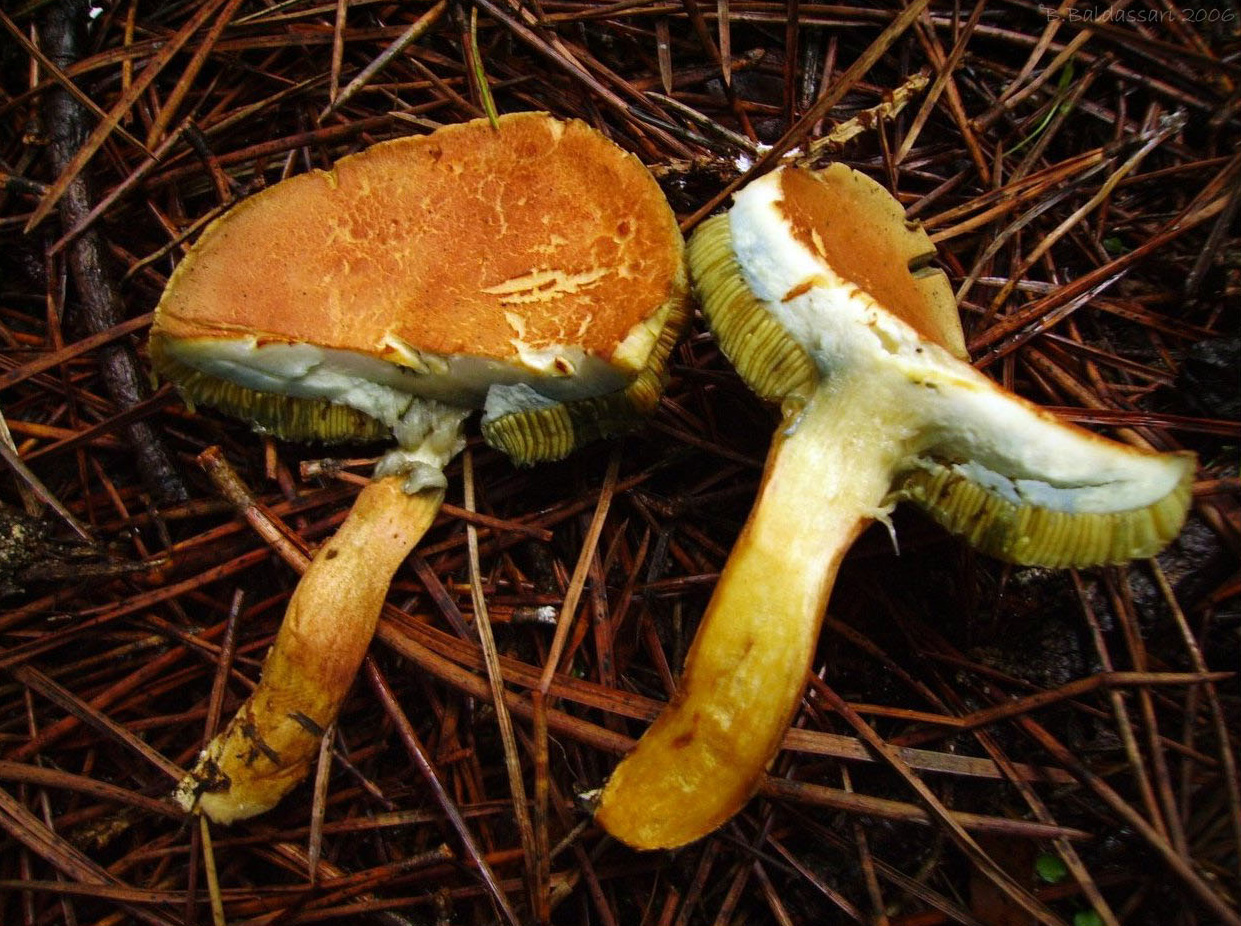
hřib meruňkový
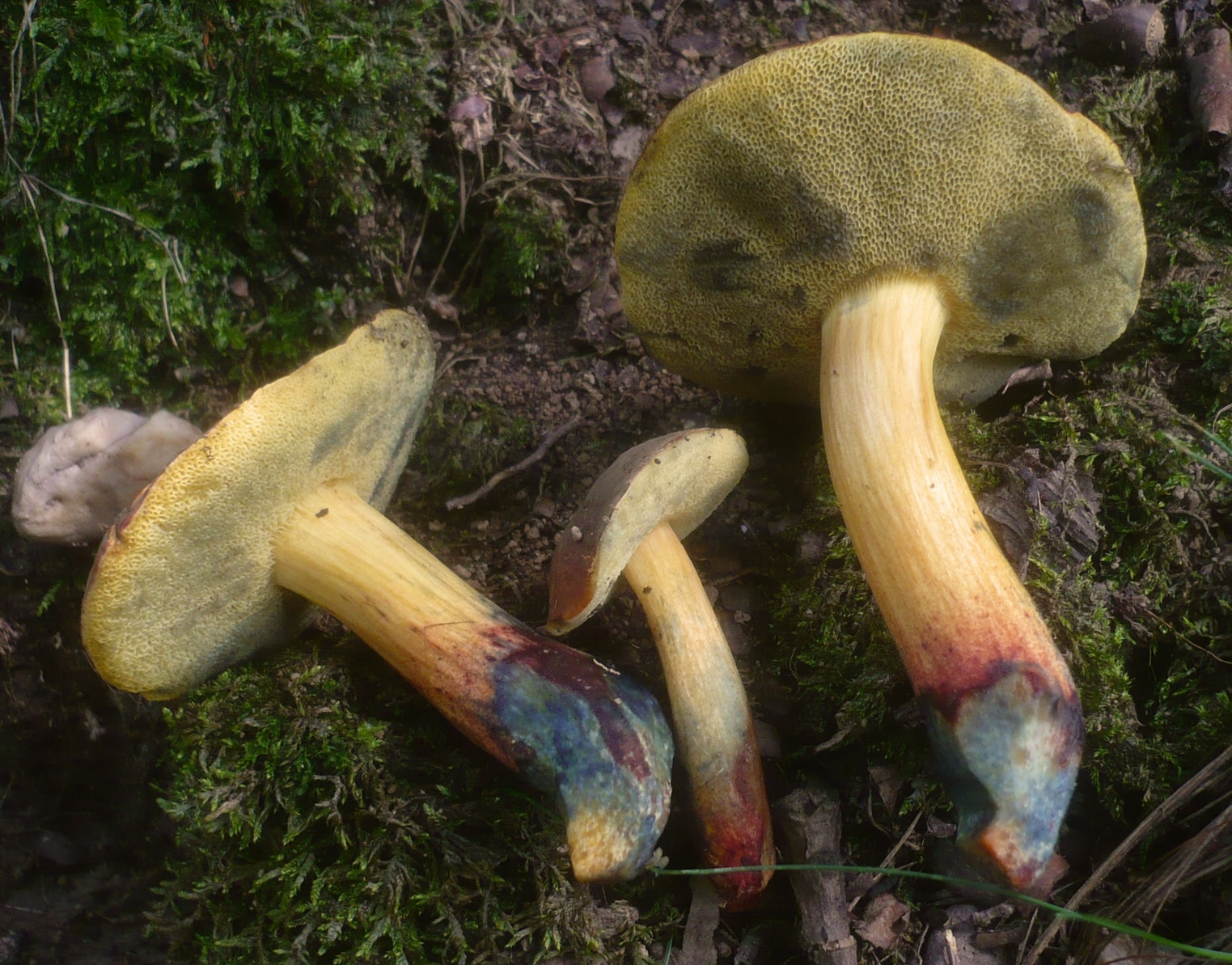
Xerocomellus cisalpinus

Obecně se od nich odlišuje obvykle nepopraskanou pokožkou klobouku. Určení se provádí mikroskopicky - hřib červený má užší hyfy pokožky klobouku.

## Ochrana
Hřib červený je sice jedlý (kvalitativně dosahuje nízké úrovně podobně jako hřib žlutomasý, snadno plesniví), ale s ohledem na rozšíření by neměl být sbírán ke konzumním účelům.